# Llei de reciprocitat quadràtica
En teoria de nombres, la llei de reciprocitat quadràtica és un teorema d'aritmètica modular que dona condicions de resolubilitat d'equacions quadràtiques mòdul nombres primers. Hi ha diversos enunciats equivalents, que consisteixen en dos «complements» i la llei de reciprocitat:
Siguin p i q dos nombres primers diferents, imparells i positius. Aleshores
(Complement 1)
x² ≡ −1 (mod p) és resoluble si i només si p ≡ 1 (mod 4).
(Complement 2)
x² ≡ 2 (mod p) és resoluble si i només si p ≡ ±1 (mod 8).
(Reciprocitat quadràtica)
Sigui q* = ±q, on el signe és positiu si q ≡ 1 (mod 4) i negatiu si q ≡ −1 (mod 4). (I.e. |q*| = q i q*≡ 1 (mod 4).) Aleshores 
x² ≡ p (mod q) és resoluble si i només si x² ≡ q* (mod p) és resoluble.
Tot i que la llei indica quan una equació quadràtica té solució mòdul un nombre primer, no proporciona cap ajuda per trobar la solució.
Aquest teorema fou conjecturat per Euler i Legendre i demostrat per Gauss.